# پنوم بوک
پنوم بوک (به لاتین: Phnom Bok) یک کوه، محوطه باستانی و عوارض جغرافیایی در کامبوج است که در استان سیم ریپ واقع شده‌است. پنوم بوک ۲۰۵ متر بالاتر از سطح دریا واقع شده‌است.